# Liste der Biografien/Grah
Liste der Biografien |
Portal Biografien |
Personensuche
# |
A |
B |
C |
D |
E |
F |
G |
H |
I |
J |
K |
L |
M |
N |
O |
P |
Q |
R |
S |
T |
U |
V |
W |
X |
Y |
Z |
?
 
Ga |
Gb |
Gc |
Gd |
Ge |
Gf |
Gh |
Gi |
Gj |
Gk |
Gl |
Gm |
Gn |
Go |
Gp |
Gq |
Gr |
Gs |
Gu |
Gv |
Gw |
Gy |
Gz
 
Gra |
Grb–Grd |
Gre |
Grg |
Gri |
Grj |
Grk |
Grl |
Grm |
Gro |
Grs |
Gru |
Gry |
Grz
 
Graa |
Grab |
Grac |
Grad |
Grae |
Graf |
Grag |
Grah |
Grai |
Graj |
Grak |
Gral |
Gram |
Gran |
Grao |
Grap |
Grar |
Gras |
Grat |
Grau |
Grav |
Graw |
Gray |
Graz
Die Liste der Biografien führt alle Personen auf, die in der deutschsprachigen Wikipedia einen Artikel haben. Dieses ist eine Teilliste mit 285 Einträgen von Personen, deren Namen mit den Buchstaben „Grah“ beginnt.

## Grah
- Grah, Albert Jürgen (* 1953), deutscher Pianist, Instrumentalpädagoge und Musikforscher
- Grah, Bill (1928–1996), deutscher Jazzmusiker
- Grah, Heinz (1931–2004), deutscher Musiker

### Graha
- Graham Hansen, Caroline (* 1995), norwegische FußballspielerinCaroline Graham Hansen (* 1995)

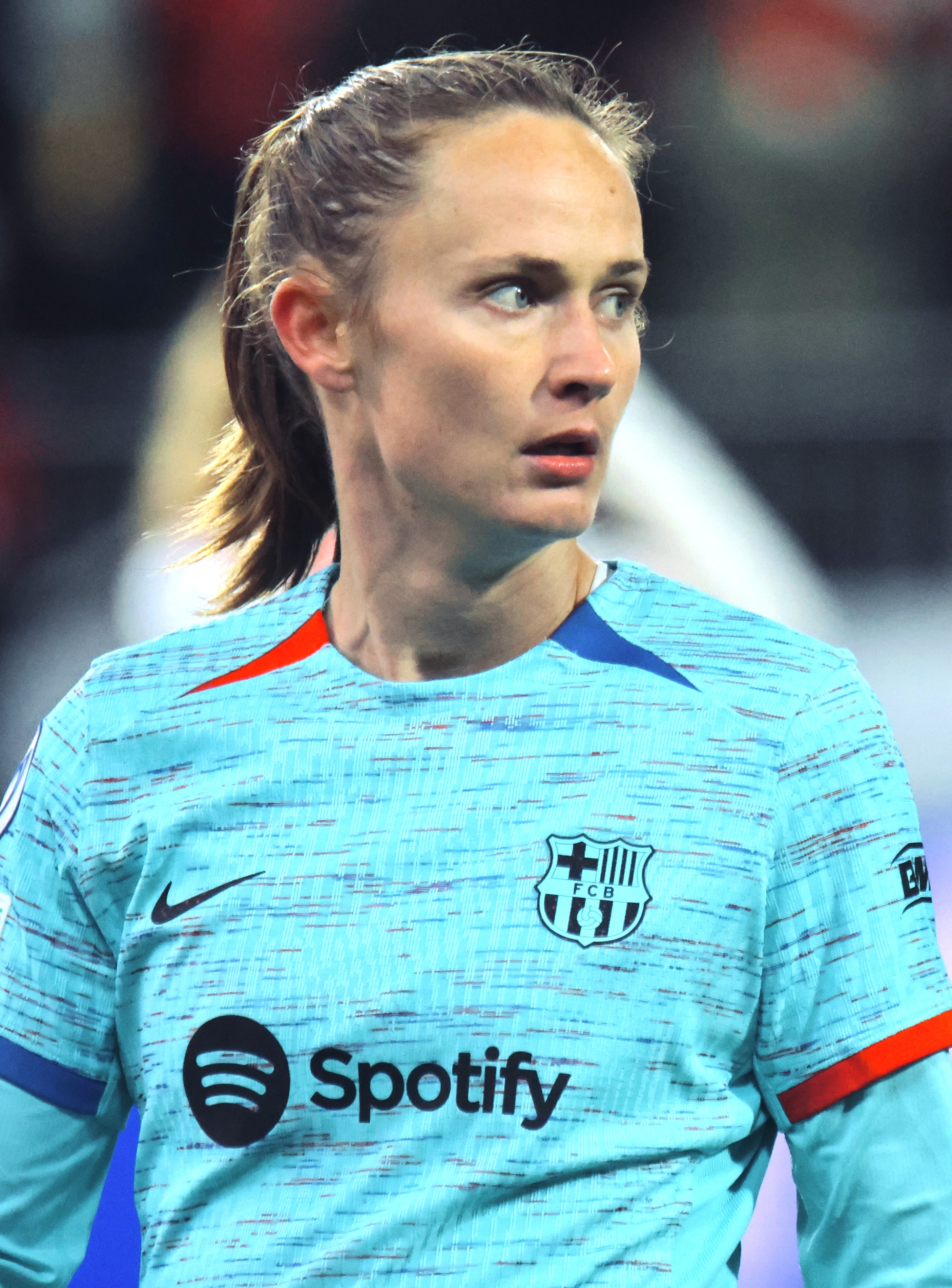
Caroline Graham Hansen (* 1995)

- Graham, A. John (1930–2005), britischer Althistoriker
- Graham, Aimee (* 1971), US-amerikanische Schauspielerin
- Graham, Alasdair (1929–2015), kanadischer Politiker
- Graham, Alastair (1906–2000), britischer Zoologe
- Graham, Alex (1917–1991), schottischer Comiczeichner
- Graham, Alexa (* 1998), US-amerikanische Tennisspielerin
- Graham, Alexander (* 1995), australischer Schwimmer
- Graham, Alexander H. (1890–1977), US-amerikanischer Politiker
- Graham, Alexina (* 1990), britisches Model
- Graham, Allison, kanadische Schauspielerin und Fernsehmoderatorin
- Graham, Andrew (1815–1908), irischer Astronom
- Graham, Andrew (1929–2021), britischer anglikanischer Bischof
- Graham, Angelo P. (1947–2017), US-amerikanischer Artdirector und Szenenbildner
- Graham, Angus Charles (1919–1991), britischer Sinologe, Philosoph und Philosophiehistoriker
- Graham, Anthony Mark (1973–2006), kanadischer Leichtathlet
- Graham, Ashley (* 1987), US-amerikanisches Model
- Graham, Barbara (1923–1955), US-amerikanische Mörderin
- Graham, Barney, Immunologe und Virologe
- Graham, Benjamin (1894–1976), US-amerikanischer Wirtschaftswissenschaftler und Börsenspezialist
- Graham, Bette Nesmith (1924–1980), US-amerikanische Unternehmerin

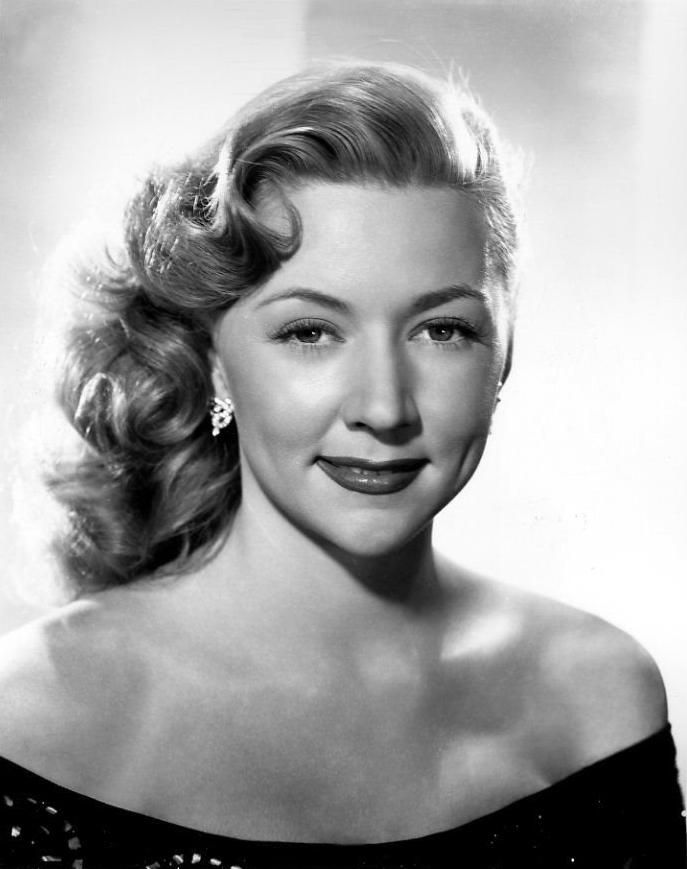
Gloria Grahame (1923–1981)

- Graham, Bill (1918–1975), US-amerikanischer Saxophonist
- Graham, Bill (1931–1991), deutsch-amerikanischer Konzertveranstalter
- Graham, Billy (1918–2018), US-amerikanischer Baptistenpastor und EvangelistBilly Graham (1918–2018)

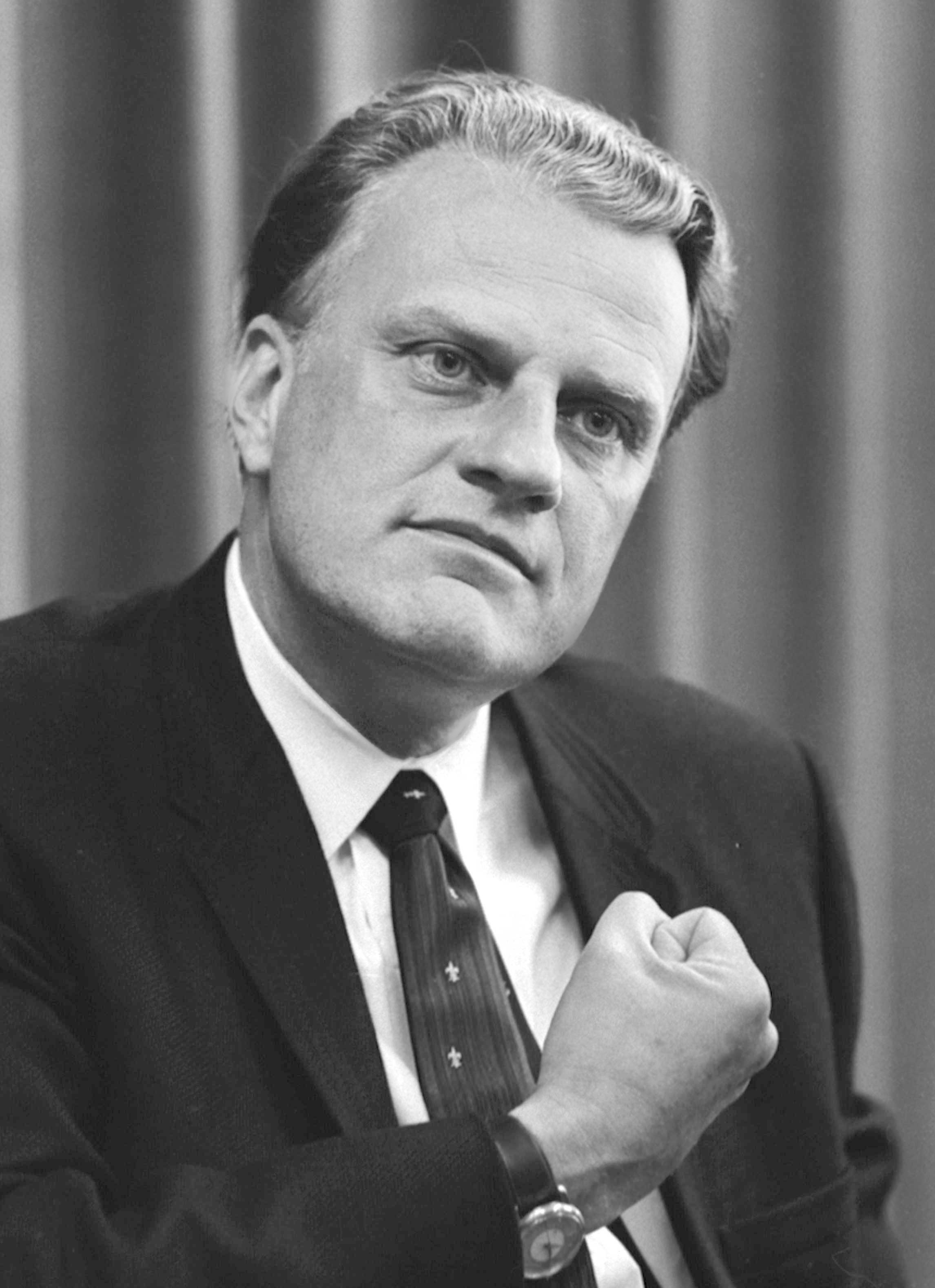
Billy Graham (1918–2018)

- Graham, Billy (1922–1992), US-amerikanischer Boxer im Weltergewicht
- Graham, Billy (1943–2023), US-amerikanischer Wrestler
- Graham, Bob (1936–2024), US-amerikanischer Politiker, Gouverneur von Florida
- Graham, Bobby (1909–1963), britischer Mittelstreckenläufer
- Graham, Bobby (* 1944), schottischer Fußballspieler
- Graham, Brandon (* 1988), US-amerikanischer American-Football-Spieler
- Graham, Brendan (* 1945), irischer Autor und Komponist
- Graham, Brian (* 1987), schottischer Fußballspieler
- Graham, Bridget (* 1992), kanadische Schauspielerin und Model
- Graham, Bruce (* 1957), US-amerikanischer Drehbuchautor
- Graham, Bruce J. (1925–2010), US-amerikanischer Architekt
- Graham, Bushy (1905–1982), italo-amerikanischer Boxer
- Graham, C. J., US-amerikanischer Schauspieler
- Graham, Carol (* 1962), US-amerikanische Politikwissenschaftlerin
- Graham, Caroline (* 1931), englische Krimischriftstellerin
- Graham, Carolyn (* 1931), US-amerikanische Sprachlehrerin, Fachdidaktikerin
- Graham, Charles Christie (1835–1915), neuseeländischer Geschäftsmann, Farmer und Politiker
- Graham, Charles Maurice (1834–1912), britischer Geistlicher
- Graham, Charles P. (1927–2021), US-amerikanischer Offizier, Generalleutnant der US Army
- Graham, Colin (1931–2007), britischer Opernregisseur und Opernintendant
- Graham, Colin C. (* 1942), US-amerikanischer Mathematiker
- Graham, Currie (* 1967), kanadisch-US-amerikanischer SchauspielerCurrie Graham (* 1967)

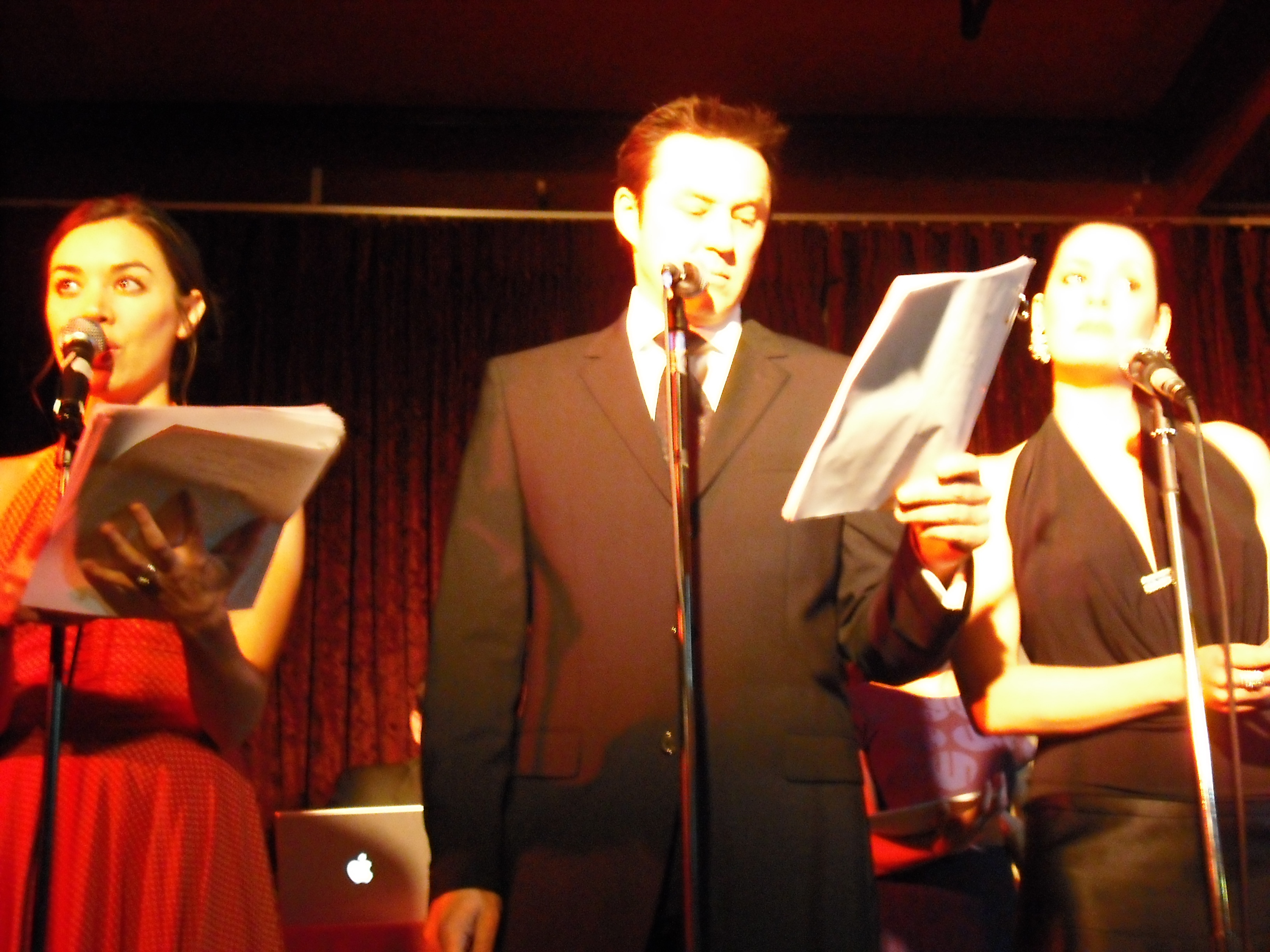
Currie Graham (* 1967)

- Graham, Dan (1942–2022), amerikanischer Konzept- und Videokünstler
- Graham, Daniel W. (* 1948), amerikanischer Philosoph und Hochschullehrer
- Graham, Danny (* 1985), englischer Fußballspieler
- Graham, Dave (* 1981), US-amerikanischer Sportkletterer
- Graham, Davey (1940–2008), britischer Folkgitarrist
- Graham, David (1925–2024), britischer Schauspieler
- Graham, David (* 1946), australischer Golfspieler
- Graham, David (* 1951), britischer Komponist und Musikpädagoge
- Graham, David (* 1962), australischer Tennisspieler
- Graham, Debbie (* 1970), US-amerikanische Tennisspielerin
- Graham, Derek (* 1941), britischer Mittel- und Langstreckenläufer

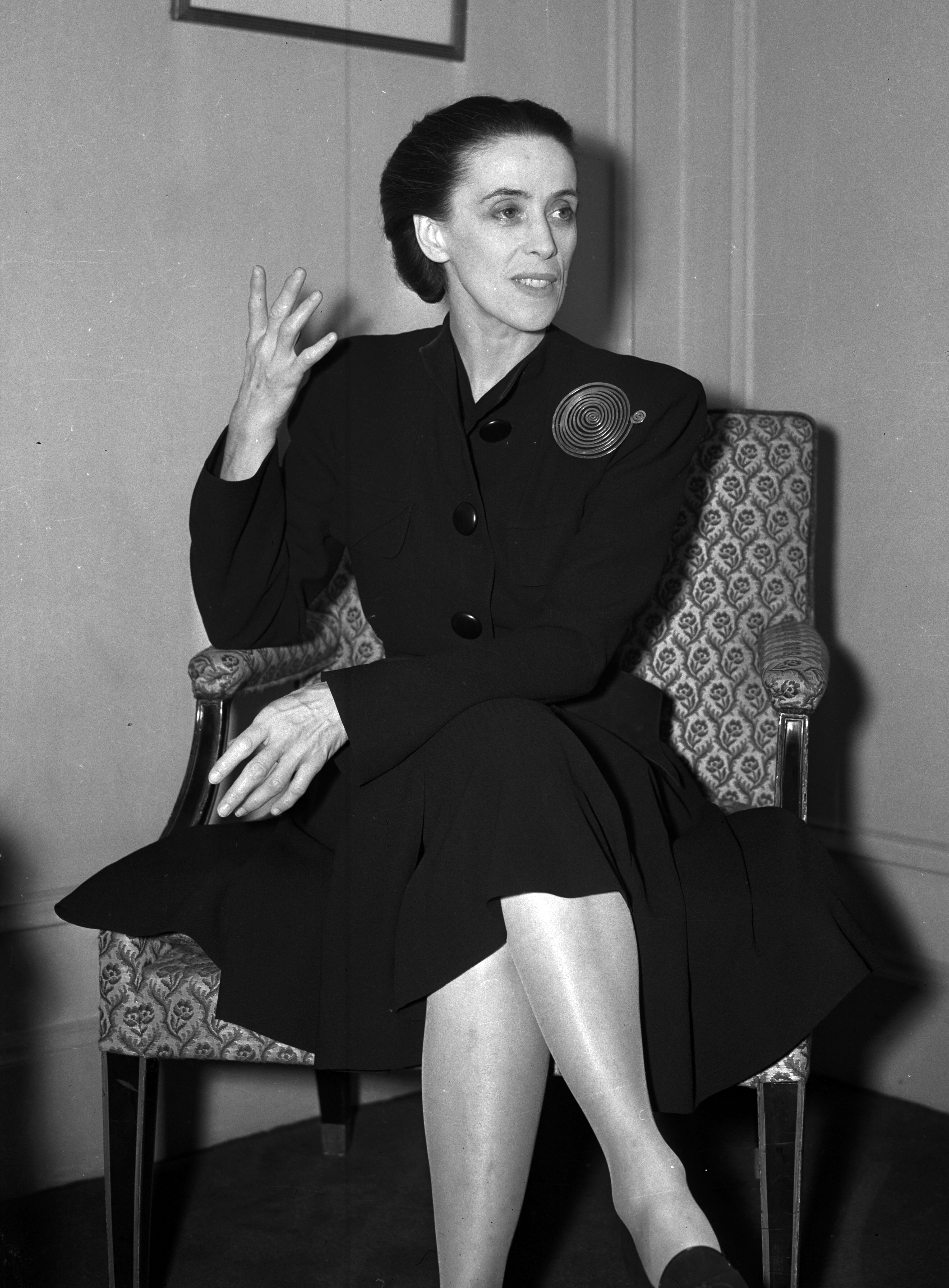
Martha Graham (1894–1991)

- Graham, Devin (* 1983), US-amerikanischer Filmemacher, Kameramann, Fotograf, Editor und Blogger
- Graham, Dirk (* 1959), kanadischer Eishockeyspieler, -trainer und -scout
- Graham, Edward (1858–1951), britischer Generalmajor
- Graham, Edward, Baron Graham of Edmonton (1925–2020), britischer Politiker (Labour Party und Co-operative Party) und Life Peer
- Graham, Elka (* 1981), australische Schwimmerin
- Graham, Elle (* 2009), US-amerikanische Schauspielerin
- Graham, Elliot (* 1976), US-amerikanischer Filmeditor
- Graham, Elvis (* 1996), jamaikanischer Speerwerfer
- Graham, Éric (* 1950), französischer Autorennfahrer
- Graham, Erin (* 1980), US-amerikanische Biathletin
- Graham, Ernie (1946–2001), britischer Gitarrist und Sänger
- Graham, Evarts (1883–1957), US-amerikanischer Chirurg (Thorax-Chirurgie)
- Graham, Forbes, US-amerikanischer Jazz- und Improvisationsmusiker (Trompete, Elektronik)
- Graham, Francesca (* 1993), neuseeländische Handballspielerin
- Graham, Frank L., kanadischer Molekularbiologe
- Graham, Frank Porter (1886–1972), US-amerikanischer Politiker
- Graham, Franklin (* 1952), US-amerikanischer PredigerFranklin Graham (* 1952)

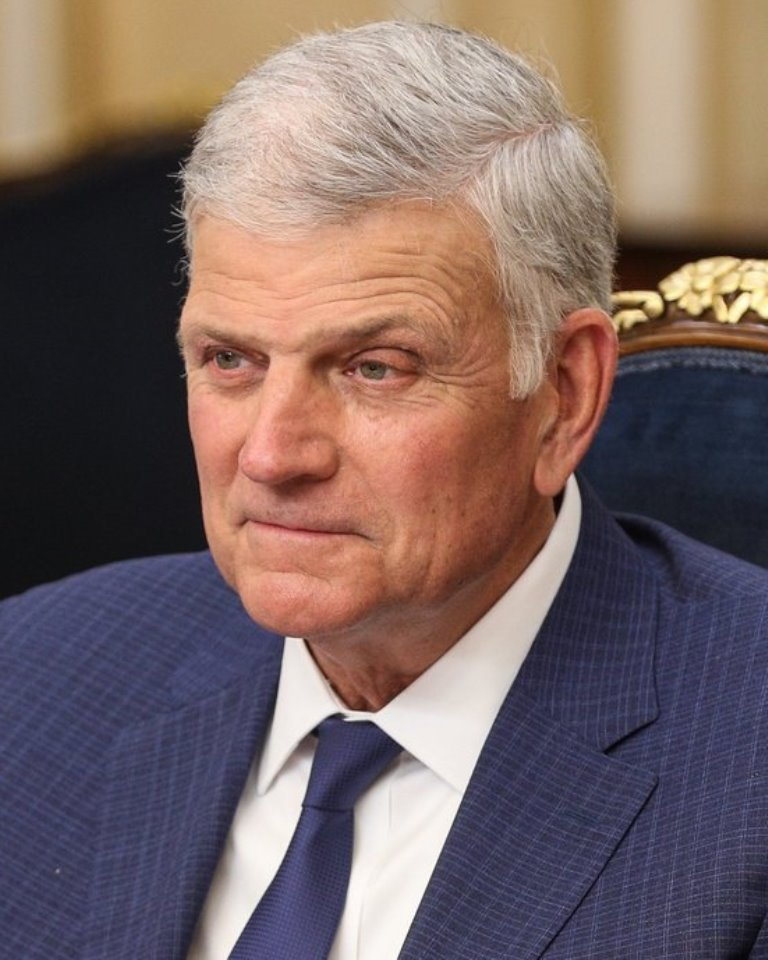
Franklin Graham (* 1952)

- Graham, Gabrielle, kanadische Schauspielerin
- Graham, Gail (1941–2022), US-amerikanische Schriftstellerin
- Graham, Gary (1950–2024), US-amerikanischer Schauspieler und Fernsehproduzent
- Graham, George (1673–1751), englischer Uhrmacher
- Graham, George (* 1944), schottischer Fußballspieler und -trainer
- Graham, George Augustus (1833–1909), britischer Kynologe
- Graham, George Perry (1859–1943), kanadischer Politiker, Unterhausabgeordneter, Senator und Bundesminister
- Graham, George Scott (1850–1931), US-amerikanischer Politiker
- Graham, Gerald (1831–1899), britischer Generalleutnant und Träger des Victoriakreuzes
- Graham, Gerrit (* 1949), US-amerikanischer Schauspieler und Songwriter
- Graham, Glenn (1904–1986), US-amerikanischer Stabhochspringer
- Graham, Gordon M. (1918–2008), US-amerikanischer Offizier, Generalleutnant der US Air Force
- Graham, Gwen (* 1963), amerikanische Politikerin
- Graham, Harry (1870–1911), australischer Cricketspieler
- Graham, Heather (* 1970), US-amerikanische SchauspielerinHeather Graham (* 1970)

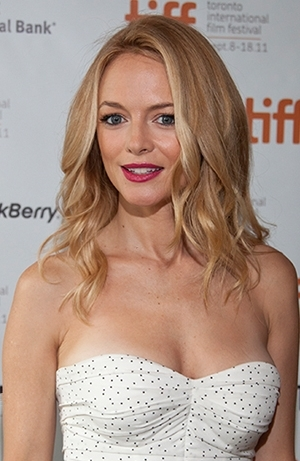
Heather Graham (* 1970)

- Graham, Henry Grey (1874–1959), römisch-katholischer Geistlicher
- Graham, Herol (* 1959), englischer Boxer
- Graham, Holter (* 1972), US-amerikanischer Schauspieler
- Graham, Horace F. (1862–1941), US-amerikanischer Politiker
- Graham, Howard (1898–1986), kanadischer Generalleutnant
- Graham, Hugh (* 1949), kanadischer Springreiter
- Graham, Hugh Davis (1937–2002), US-amerikanischer Historiker und Soziologe
- Graham, Ian (1923–2017), britischer Mayaforscher
- Graham, Ian (* 1967), englischer Snookerspieler
- Graham, Iris (* 1985), kanadische Schauspielerin
- Graham, Isabella (1742–1814), US-amerikanische Sozialreformerin und Lehrerin
- Graham, Jack (1873–1925), englischer Fußballspieler
- Graham, Jack (1932–1957), US-amerikanischer Massenmörder
- Graham, Jaki (* 1956), britische Soulsängerin
- Graham, James (1745–1794), schottischer Arzt
- Graham, James (1793–1851), US-amerikanischer Politiker
- Graham, James (1870–1950), US-amerikanischer Sportschütze
- Graham, James (* 1982), britischer Dramatiker und Drehbuchautor
- Graham, James (* 1985), englischer Rugby-League-Spieler
- Graham, James Gillespie (1776–1855), schottischer Architekt
- Graham, James H. (1812–1881), US-amerikanischer Politiker
- Graham, James McMahon (1852–1945), US-amerikanischer Politiker
- Graham, James, 1. Marquess of Montrose (1612–1650), schottischer Adliger, 1. Marquess of Montrose
- Graham, James, 2. Baronet (1792–1861), britischer Politiker, Mitglied des House of Commons
- Graham, James, 3. Duke of Montrose (1755–1836), britischer Adliger und Staatsmann
- Graham, James, 8. Duke of Montrose (* 1935), britischer Adliger und Politiker
- Graham, Jim (* 1935), US-amerikanischer Stabhochspringer
- Graham, Jimmy (* 1986), US-amerikanischer American-Football-SpielerJimmy Graham (* 1986)

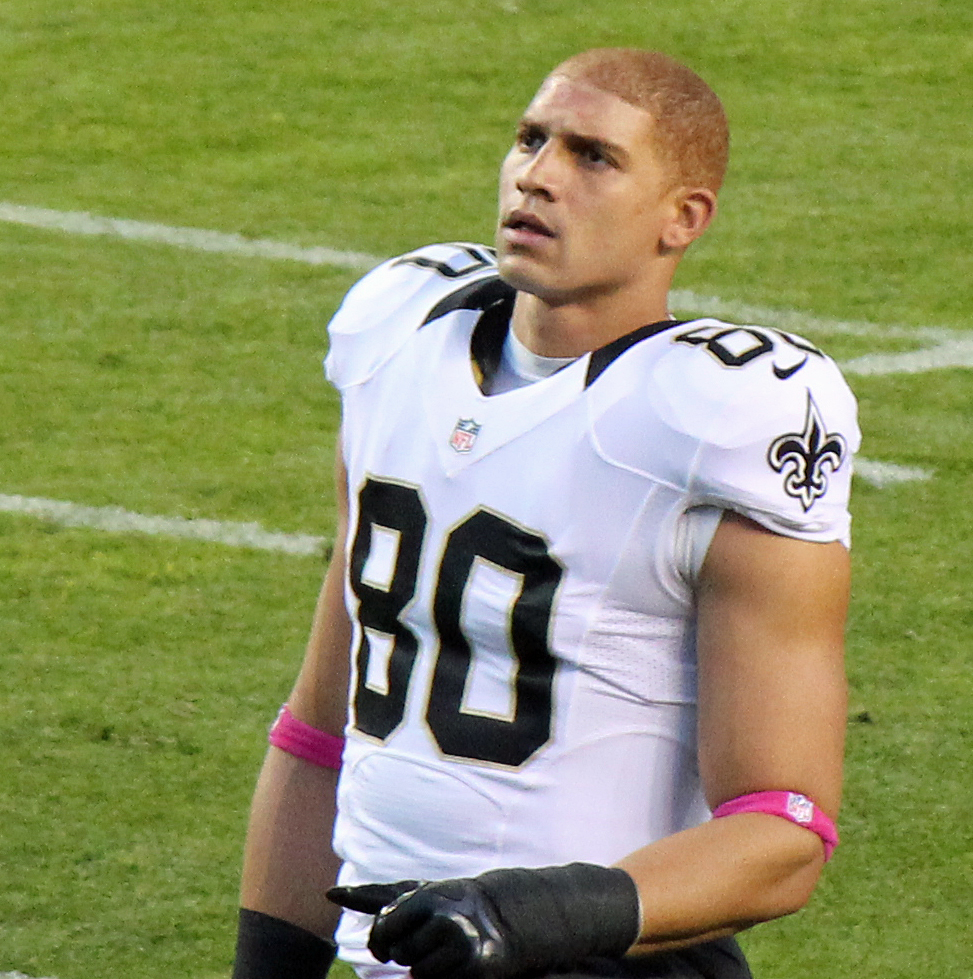
Jimmy Graham (* 1986)

- Graham, John, britischer DJ und Musikproduzent
- Graham, John (1794–1865), Bischof von Chester und Betreuer von Charles Darwin während dessen Studium in Cambridge
- Graham, John (1805–1839), britischer Botaniker
- Graham, John (* 1873), englischer Fußballspieler
- Graham, John (1923–2012), britischer Generalmajor
- Graham, John (* 1955), kanadischer Autorennfahrer
- Graham, John (* 1956), britischer Marathonläufer
- Graham, John Benjamin (1813–1876), Minenbesitzer, Besitzer des Handschuhsheimer Schlösschens
- Graham, John H. (1835–1895), US-amerikanischer Offizier und Politiker
- Graham, John Joseph (1913–2000), US-amerikanischer Geistlicher, Weihbischof in Philadelphia
- Graham, John K.D., US-amerikanischer Filmtechniker und Filmregisseur
- Graham, John, 1. Viscount of Dundee (1648–1689), schottischer Generalmajor
- Graham, John, 4. Baronet (1926–2019), britischer Diplomat
- Graham, Jorie (* 1950), US-amerikanische Dichterin
- Graham, Katerina (* 1989), US-amerikanische Schauspielerin und SängerinKaterina Graham (* 1989)

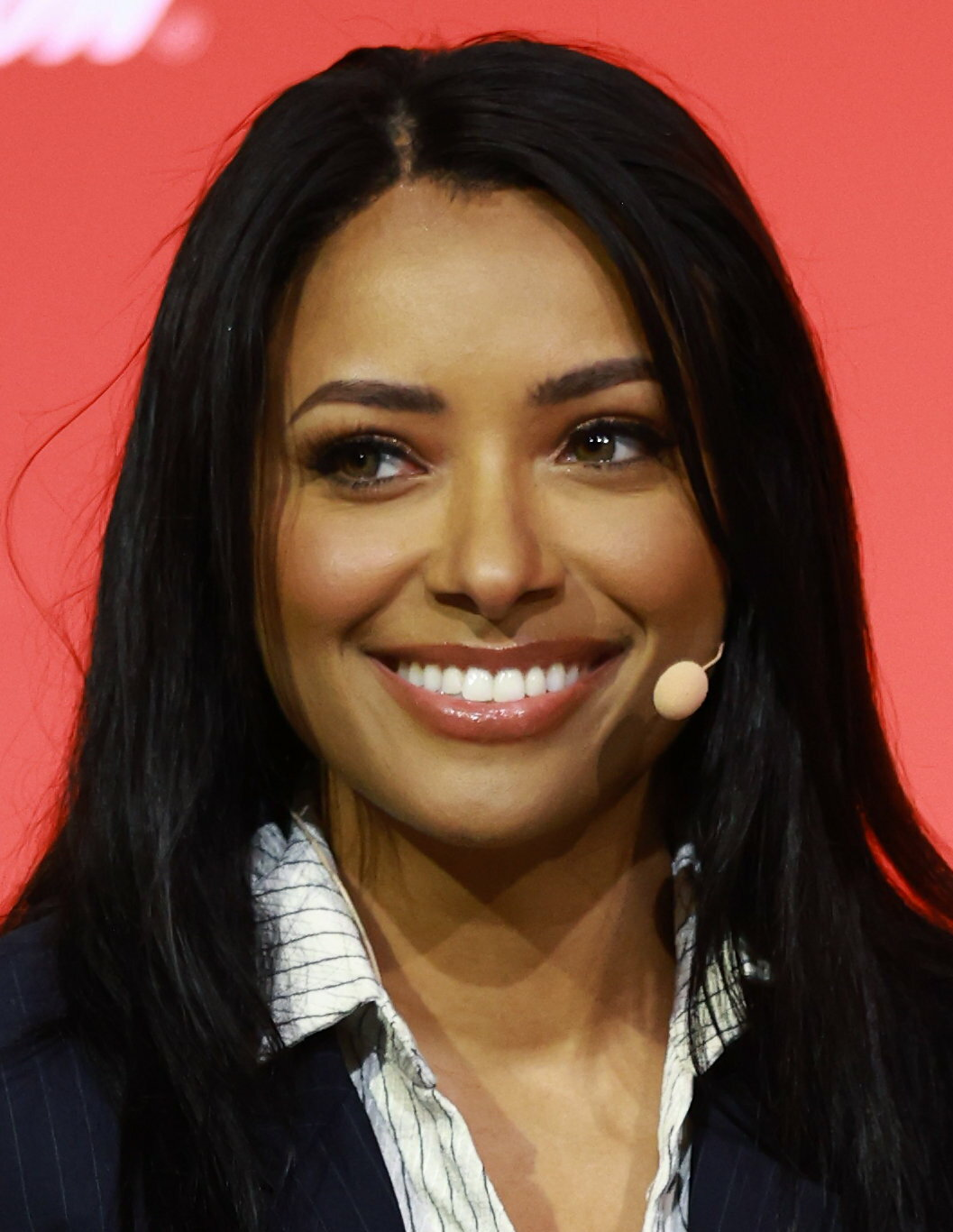
Katerina Graham (* 1989)

- Graham, Katharine (1917–2001), US-amerikanische Verlegerin, Herausgeberin und Autorin
- Graham, Keitani (1980–2012), mikronesischer Ringer
- Graham, Kelvin (* 1964), australischer Kanute
- Graham, Kenny (1924–1997), britischer Jazzmusiker
- Graham, Kim (* 1971), US-amerikanische Leichtathletin
- Graham, L. Gordon (* 1949), schottischer Philosoph
- Graham, Larry (* 1946), US-amerikanischer Sänger, Musiker, Songwriter und Musikproduzent
- Graham, Lauren (* 1967), US-amerikanische Schauspielerin und SchriftstellerinLauren Graham (* 1967)

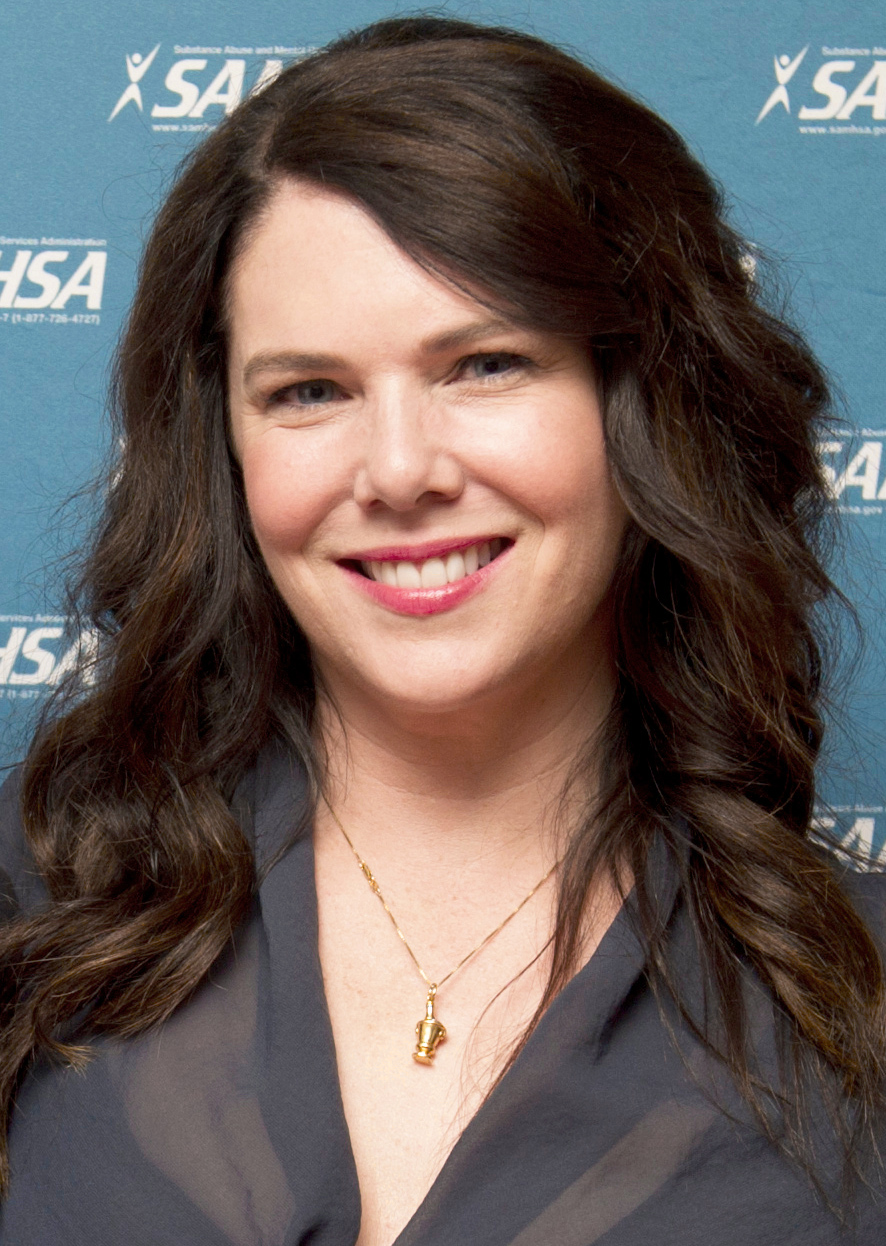
Lauren Graham (* 1967)

- Graham, Laurie (* 1947), britische Autorin
- Graham, Laurie (* 1960), kanadische Skirennläuferin
- Graham, Len (1925–2007), nordirischer Fußballspieler und -trainer
- Graham, Leona (* 1971), britische Radiomoderatorin und Synchronsprecherin
- Graham, Leslie (1911–1953), britischer Motorradrennfahrer
- Graham, Liam (* 2004), schottischer Snookerspieler
- Graham, Lindsey (* 1955), amerikanischer Politiker
- Graham, Loren (1933–2024), US-amerikanischer Wissenschaftshistoriker
- Graham, Lou (1929–1999), US-amerikanischer Country- und Rockabilly-Musiker
- Graham, Louis E. (1880–1965), US-amerikanischer Jurist und Politiker
- Graham, Luke (1940–2006), US-amerikanischer Wrestler
- Graham, Luke (* 2004), schottischer Fußballspieler
- Graham, Lynn (* 1947), US-amerikanische Kugelstoßerin und Diskuswerferin
- Graham, Malcolm Duncan (1827–1878), US-amerikanischer Jurist sowie konföderierter Politiker und Offizier
- Graham, Martha (1894–1991), US-amerikanische Tänzerin, Choreografin und PädagoginMartha Graham (1894–1991)
- Graham, Matt (* 1983), US-amerikanischer Pokerspieler
- Graham, Matt (* 1994), australischer Freestyle-Skisportler
- Graham, Max (* 1971), britischer Trance-DJ und -Produzent
- Graham, Mikey (* 1972), irischer Sänger
- Graham, Montagu William (1807–1878), britischer Politiker und Offizier
- Graham, Norris (1906–1980), US-amerikanischer Ruderer
- Graham, Otto (1921–2003), US-amerikanischer American-Football-Spieler und -Trainer, Basketballspieler
- Graham, Patricia Albjerg (* 1935), US-amerikanische Wissenschaftshistorikerin
- Graham, Patrick (* 1967), frankokanadischer Unternehmensberater und Schriftsteller
- Graham, Paul (* 1956), britischer Fotograf
- Graham, Paul (* 1964), britischer Informatiker und LISP-ProgrammiererPaul Graham (* 1964)

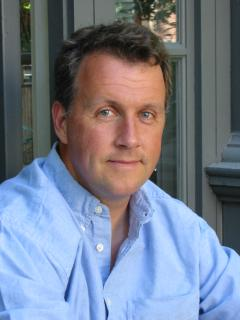
Paul Graham (* 1964)

- Graham, Peter (1836–1921), schottischer Landschaftsmaler
- Graham, Peter (1935–2023), britischer Radrennfahrer
- Graham, Peter (* 1952), tschechischer Komponist und Musikpädagoge
- Graham, Peter (* 1958), britischer Komponist
- Graham, Peter W. (* 1980), US-amerikanischer Physiker
- Graham, Philip (1915–1963), US-amerikanischer Verleger und Medienzar
- Graham, Reginald, 3. Baronet (1892–1980), britischer Offizier
- Graham, Richard (* 1960), britischer Schauspieler
- Graham, Robert (1786–1845), britischer Botaniker und Arzt
- Graham, Robert (1938–2008), US-amerikanischer Bildhauer
- Graham, Robert (* 1942), deutscher Physiker
- Graham, Robin Lee (* 1949), US-amerikanischer Segler
- Graham, Rodney (1949–2022), kanadischer Künstler
- Graham, Ronald (1935–2020), US-amerikanischer Mathematiker
- Graham, Rose (1875–1963), britische Kirchenhistorikerin
- Graham, Ross (* 2001), schottischer Fußballspieler
- Graham, Ruth Bell (1920–2007), US-amerikanische Ehefrau des Erweckungspredigers Billy Graham
- Graham, Shawn (* 1968), kanadischer Politiker
- Graham, Shayne (* 1977), US-amerikanischer American-Football-Spieler
- Graham, Stephen (* 1965), britischer Stadtforscher und Geograph
- Graham, Stephen (* 1973), britischer SchauspielerStephen Graham (* 1973)

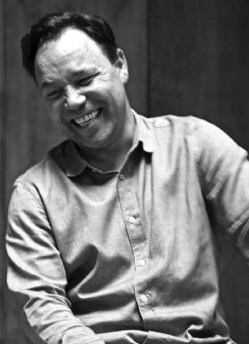
Stephen Graham (* 1973)

- Graham, Stephen Victor (1874–1955), US-amerikanischer Politiker
- Graham, Stuart (* 1942), britischer Motorsportler
- Graham, Stuart (* 1967), nordirischer Schauspieler
- Graham, Susan (* 1960), US-amerikanische Opernsängerin (Mezzosopran)
- Graham, Susan L. (* 1942), US-amerikanische Informatikerin
- Graham, Sylvester (1794–1851), amerikanischer Prediger und früher Verfechter einer vegetarischen Reformdiät in den USASylvester Graham (1794–1851)

Sylvester Graham (1794–1851)

- Graham, Sylvi (1951–2025), norwegische Politikerin
- Graham, T. Max (1941–2011), US-amerikanischer Schauspieler
- Graham, Tanner (* 1996), kanadischer Basketballspieler
- Graham, Thaddea (* 1997), chinesisch-nordirische Schauspielerin
- Graham, Theo (* 1997), britischer Schauspieler
- Graham, Thomas (1805–1869), britischer Chemiker
- Graham, Thomas Alexander Ferguson (1840–1906), britischer Maler, Zeichner und Illustrator des Realismus
- Graham, Thomas R. (* 1942), US-amerikanischer Jurist und Mitglied des WTO Appellate Body
- Graham, Thomas, 1. Baron Lynedoch (1748–1843), schottischer Aristokrat, Politiker und General
- Graham, Tim (* 1939), britischer Sprinter
- Graham, Todd (* 1991), australischer Eishockeyspieler
- Graham, Tony (* 1962), neuseeländischer Radrennfahrer
- Graham, Trevor (* 1964), jamaikanischer Leichtathlet und Trainer
- Graham, William (1782–1858), US-amerikanischer Politiker
- Graham, William (1887–1932), britischer Politiker der Labour Party, Handelsminister
- Graham, William (1939–2022), kanadischer Politiker
- Graham, William A. (1926–2013), US-amerikanischer Filmregisseur und Filmproduzent
- Graham, William Alexander (1804–1875), US-amerikanischer Politiker
- Graham, William Harrison (1844–1923), US-amerikanischer Politiker
- Graham, William J. (1872–1937), US-amerikanischer Jurist und Politiker
- Graham, William Robert (* 1937), amerikanischer Physiker
- Graham, Winston (1908–2003), britischer Schriftsteller
- Graham, Winthrop (* 1965), jamaikanischer Hürdenläufer und Sprinter
- Graham, Zoe (* 1994), US-amerikanische Schauspielerin
- Graham-Hutchinson, Nadia (* 1974), jamaikanische Sprinterin
- Graham-Smith, Francis (1923–2025), britischer Astronom
- Grahame, Christine (* 1944), schottische Politikerin
- Grahame, David C. (1912–1958), US-amerikanischer Physikochemiker
- Grahame, Gloria (1923–1981), US-amerikanische SchauspielerinGloria Grahame (1923–1981)
- Grahame, John (* 1975), US-amerikanischer Eishockeytorwart und -trainer
- Grahame, Kenneth (1859–1932), britischer SchriftstellerKenneth Grahame (1859–1932)

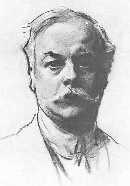
Kenneth Grahame (1859–1932)

- Grahame, Ron (* 1950), kanadischer Eishockeyspieler
- Grahamer, Ferdinand (1857–1936), österreichischer Bauer und Politiker (Großdeutsche Partei), Landtagsabgeordneter, Abgeordneter zum Nationalrat
- Grahamer, Josef (1888–1950), deutscher Missionsbenediktiner, Mediziner und Märtyrer
- Grahammer, Roland (* 1963), deutscher Fußballspieler
- Grahammer, Walter (* 1953), österreichischer Diplomat

### Grahe
- Grahe, Otto (1887–1963), deutscher Architekt
- Grahek, Jim, US-amerikanischer Skispringer

### Grahl
- Grahl, Alexe (1844–1903), deutsche Amateurfotografin
- Grahl, August (1791–1868), deutscher Maler
- Grahl, Christian (* 1956), deutscher Kommunalpolitiker (CDU)
- Grahl, Denise (* 1993), deutsche Behindertensportlerin (Schwimmen)
- Grahl, Friedrich (1846–1907), deutscher Kommunalpolitiker
- Grahl, Gustav Adolf de (1793–1858), Hamburger Arzt, Schriftsteller und Komponist
- Grahl, Hans (1895–1966), deutscher Opernsänger (Tenor)
- Grahl, Hugo (1834–1905), deutscher Agrarwissenschaftler
- Grahl, Jens (* 1988), deutscher Fußballtorwart
- Grahl, Kurt (1947–2025), deutscher Komponist
- Grahl, Martin (* 1958), deutscher lutherischer Theologe
- Grahl, Max (1854–1944), deutscher Opernsänger (Tenor) und Theaterschauspieler
- Grahl, Otto (1839–1875), deutscher Architekt
- Grahl, Patrick (* 1988), deutscher Tenor
- Grahl, Volker (* 1966), deutscher Fußballspieler
- Grahl, Wolfgang de (1922–1992), deutscher Sachbuchautor und Ornithologe

### Grahm
- Grahmann, Bernhard (* 1890), deutscher Lehrer und nationalsozialistischer Funktionär
- Grahmann, Charles Victor (1931–2018), US-amerikanischer Geistlicher, Bischof von Dallas
- Grahmann, Rudolf (1888–1962), deutscher Geologe

### Grahn
- Grahn, Adam (* 1984), schwedischer Rock-Sänger, Songwriter und GitarristAdam Grahn (* 1984)

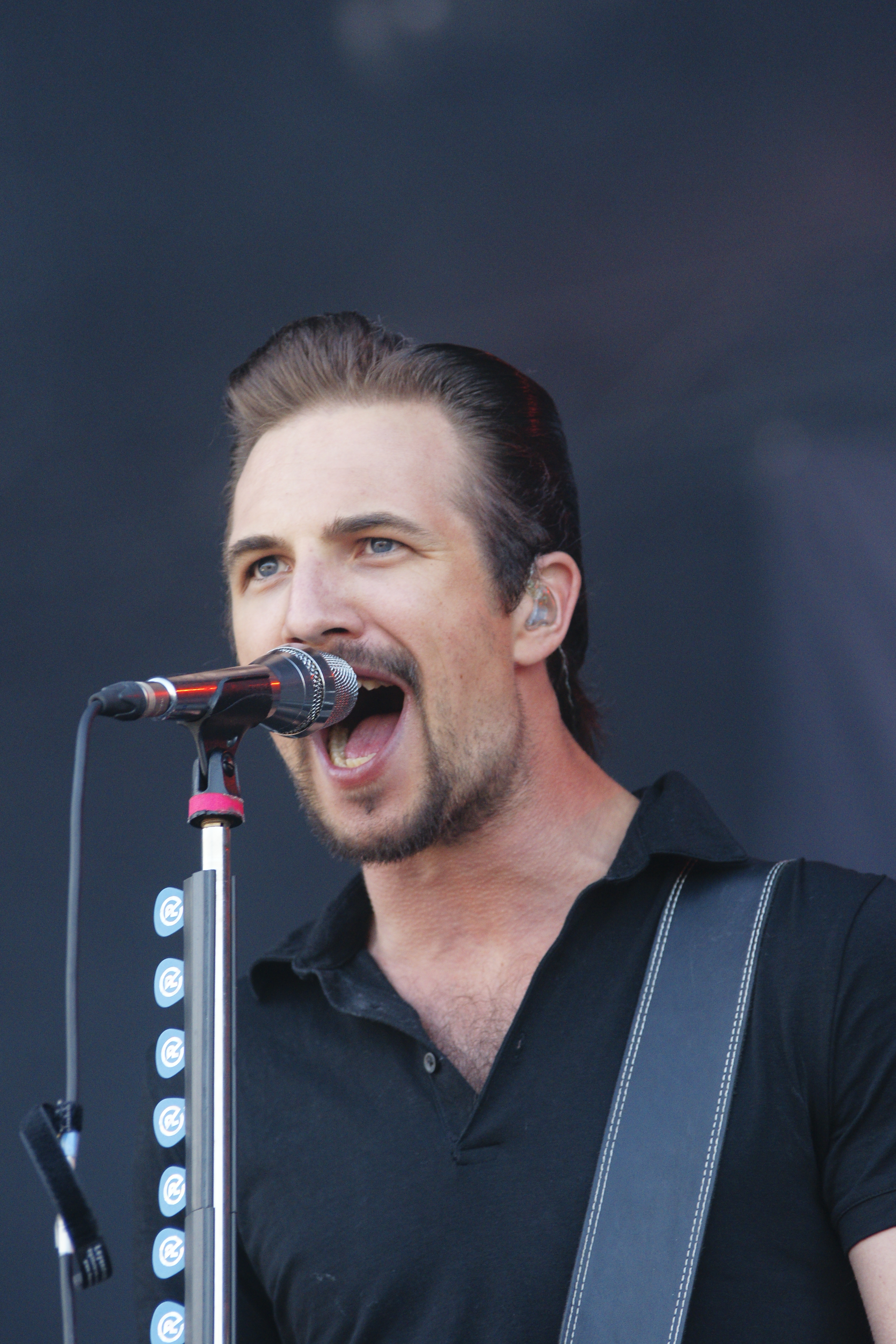
Adam Grahn (* 1984)

- Grahn, Adolf (1841–1916), deutscher Kaufmann, Turnwart und Sportfunktionär
- Grahn, Anton (* 2004), schwedischer Skilangläufer
- Grahn, Bengt-Erik (1941–2019), schwedischer Skirennläufer
- Grahn, Dieter (* 1944), deutscher Ruderer und Rudertrainer
- Grahn, Ernst (1836–1906), deutscher Maschinenbauingenieur, Wasserwirtschaftler
- Grahn, Jonathan (* 2004), schwedischer Langstreckenläufer
- Grahn, Judy (* 1940), US-amerikanische Autorin
- Grahn, Karl-Erik (1914–1963), schwedischer Fußballspieler
- Grahn, Lilo (1943–2007), deutsche Schauspielerin und Synchronsprecherin
- Grahn, Lucile (1819–1907), dänische Tänzerin und Ballerina
- Grahn, Markus (* 1969), deutscher American-Football-Trainer und -Spieler
- Grahn, Max (* 1988), schwedischer Musiker, Songwriter und Musikproduzent
- Grahn, Nancy Lee (* 1955), US-amerikanische Schauspielerin
- Grahn, Ove (1943–2007), schwedischer Fußballspieler
- Grahn, Robert (* 1964), deutscher Luftbildfotograf und Pilot
- Grahn, Sören (* 1962), schwedischer Curler
- Grahn, Sture (1932–2024), schwedischer Skilangläufer
- Grahn, Tobias (* 1980), schwedischer Fußballspieler
- Grahn, Ulf (1942–2023), schwedischer Komponist
- Grahn-Hoek, Heike (* 1943), deutsche Geschichtswissenschaftlerin
- Grahn-Laasonen, Sanni (* 1983), finnische Politikerin
- Grahneis, Heinz (1915–2007), deutscher Mediziner
- Grahnert, Henriette (* 1977), deutsche Malerin
- Grahnke, Lon (1950–2006), US-amerikanischer Filmkritiker und Journalist

### Graho
- Grahofer, Eunike (* 1975), österreichische Sachbuchautorin
- Grahovac, Branko (* 1983), bosnisch-herzegowinischer Fußballspieler
- Grahovac, Gregor (* 2000), slowenischer Sprinter
- Grahovac, Nebojša (* 1984), bosnisch-herzegowinischer Handballspieler
- Grahovac, Nikola (* 1998), kroatischer HandballspielerNikola Grahovac (* 1998)

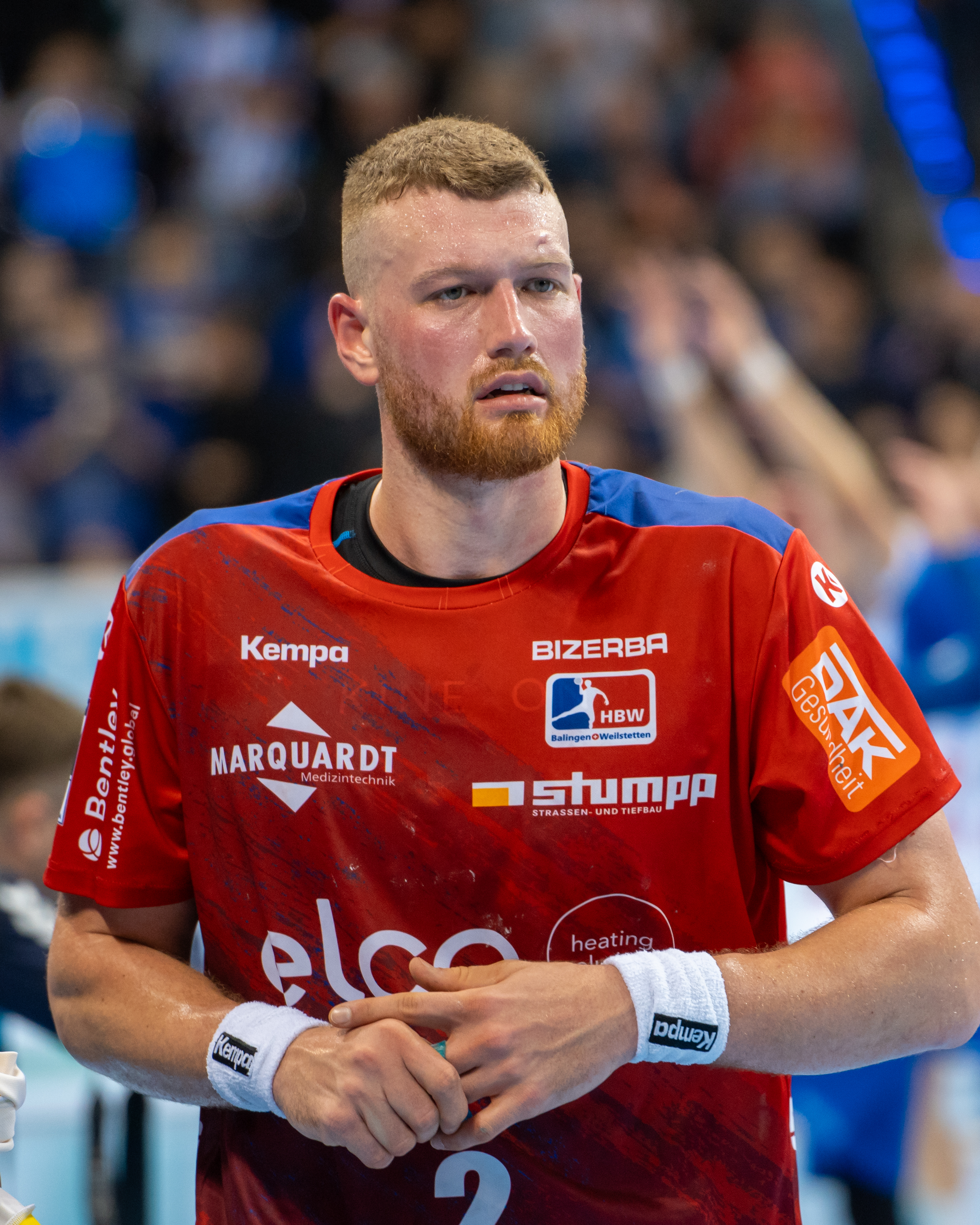
Nikola Grahovac (* 1998)

- Grahovac, Srđan (* 1992), bosnischer Fußballspieler

### Grahs
- Grahsl, Johann (* 1887), österreichischer römisch-katholischer Priester